# Dosariyah
Dosariyah, auch Dawsariyyah oder Dosarije, arabisch دوسرية, DMG Dausariyya, ist eine archäologische Fundstelle in der saudi-arabischen Provinz asch-Scharqiyya, die in das späte 6. und frühe 5. Jt. v. Chr. des arabischen Neolithikums datiert. Aus Dosariyah stammen die ersten Funde von  Obed-Keramik in Saudi-Arabien.

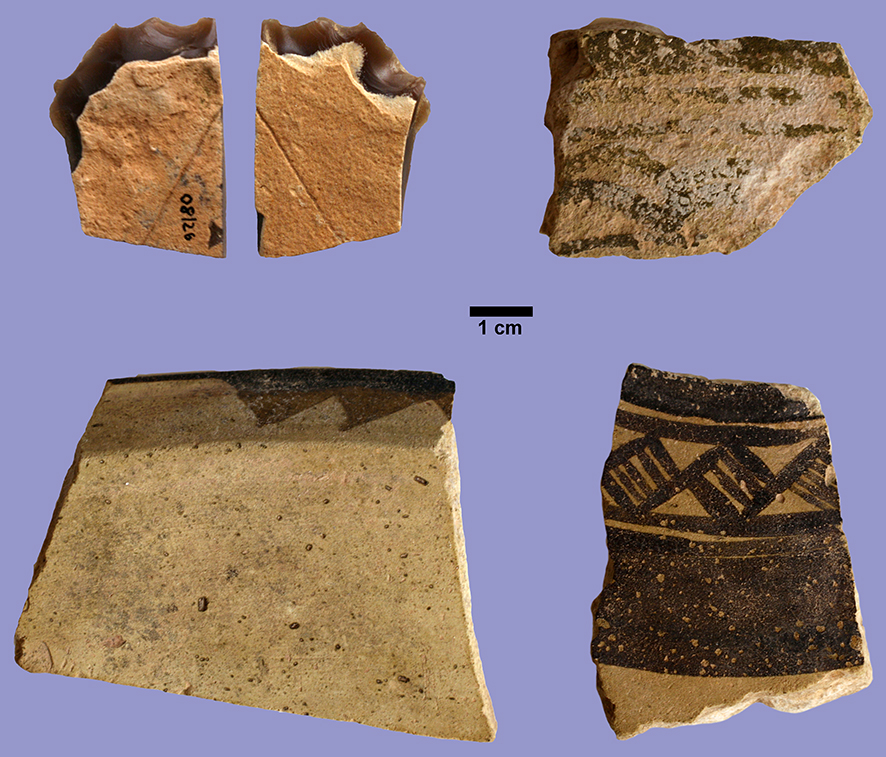
Bemalte Keramik im Obed-Stil & Silexwerkzeug

## Lage
Die Fundstelle befindet sich ca. 12 km südlich von al-Dschubail in einem Dünengebiet, etwa 800 m von der Küste des Persischen Golfs entfernt. Heute erscheint Dosariyah als ein etwa Nord-Süd orientierter, 2 m hoher Hügel. Eine Anhöhe im Osten versperrt die direkte Sicht auf den Persischen Golf. Südlich der Fundstelle erstreckt sich die Ebene der Sabcha as-Summ. Die umgebende Landschaft ist von Sanddünen und spärlicher Vegetation geprägt.

## Forschungsgeschichte
Entdeckt wurde Dosariyah durch Grace Burkholder im Jahr 1968. Über ein weites Gebiet verstreut fand sie an der Oberfläche der Fundstelle große Mengen bemalter und unbemalter Keramikscherben, Steinwerkzeuge aus Silex und Obsidian, Muschelschalen, Knochen von Säugern und Fischen sowie Gips. Noch im gleichen Jahr klassifizierte Geoffrey Bibby die Keramik als Obed-zeitlich und empfahl aufgrund dieser Entdeckung eine weitergehende Untersuchung der Fundstelle. Im Rahmen erster Ausgrabungen im Jahr 1972  konnte Abdullah H. Masry in Dosariyah eine Abfolge von mindestens sieben Siedlungshorizonten bis zu einer Tiefe von 2,50 m nachweisen, die durch fundarme Schichten stratigraphisch getrennt waren. Zum Schutz der Fundstelle wurde im Anschluss an diese Untersuchungen ein massiver Zaun errichtet.
Seit 2010 finden erneute Ausgrabungen durch ein saudisch-deutsches Team  des Dammam Regional Museums und der Universität Tübingen statt.

## Forschungslage
Das Fundspektrum sowie stratigraphische Beobachtungen während der Ausgrabungen datieren die Hauptphase der Besiedlung in Dosariyah in das Arabische Neolithikum bzw. die Obed-Zeit Südmesopotamiens. Bestätigt wird diese Datierung durch die direkte Datierung von Muschelschalen, welche die Fundstelle in das späte 6. und frühe 5. Jahrtausend v. Chr. datieren.  Außer einer islamzeitlichen Scherbe von der Oberfläche deutet wenig auf eine spätere Besiedelung hin. Mit Ausnahme einzelner neuzeitlicher Hinterlassenschaften an der Oberfläche ist die Fundstelle ungestört. Darüber hinaus sind die Erhaltungsbedingungen für organisches Material äußerst gut. Aufgrund dieser günstigen Bedingungen ist Dosariyah für die Erforschung des Neolithikums auf der arabischen Halbinsel besonders geeignet.

## Keramik und Funktion der Siedlung
Das Fundspektrum in Dosariyah weist sowohl Elemente des lokalen arabischen Neolithikums als auch Einflüsse aus Süd-Mesopotamien auf. Insbesondere große Mengen an Obed-Keramik, welche aus Süd-Mesopotamien importiert wurde, deuten auf weiträumige kulturelle Kontakte hin. Etwa 25 % der Keramik aus Dosariyah ist durch eine sehr grobe Magerung gekennzeichnet. Diese „Grobware“ (Coarse Ware) wird als lokal hergestellt angesehen.
Obed-Keramik findet sich in einer Vielzahl von neolithischen Fundstellen an der Südküste des Persischen Golfes. Während jedoch an vielen dieser Fundstellen nur wenige Keramikscherben gefunden wurden, verweisen große Mengen an importierter Obed-Keramik, aber auch Funde von Obsidian, auf die Bedeutung von Dosariyah innerhalb eines weitläufigen sozialen und ökonomischen Netzwerkes. 
Einzelne, bis über 50 cm mächtige archäologische Horizonte, die zum Großteil aus Schalen von Perlausternschalen der Spezies Pinctada radiata bestehen, können einen Hinweis auf Perlenfischerei geben. Ob es sich bei Dosariyah um eine dauerhaft bewohnte Siedlung oder eine periodisch von Hirtennomaden genutzte Station für Handel, Fischerei, o. ä. handelt, ist Gegenstand der aktuellen Untersuchungen an der Fundstelle.